# Дага, Федерика
Федерика Дага (итал. Federica Daga, родилась 28 февраля 1976 года в Ористано) — итальянский политик, депутат Палаты депутатов Италии от Движения пяти звёзд.

## Биография
Получила экономическое образование в области бизнес-экспертизы, частный предприниматель. Участвовала в региональных выборах в Турине в 2010 году от Движения пяти звёзд, набрала 307 голосов и не продвинулась дальше.
Избрана в Палату депутатов 19 марта 2013 года по итогам парламентских выборов от избирательного округа Лацио 1. С 7 мая 2013 года заседает в VIII комиссии (по окружающей среде, земле и общественным работам).